# (2297) Дагестан
(2297) Дагестан (лат. Daghestan) — типичный астероид главного пояса, который был открыт 1 сентября 1978 года советским астрономом Николаем Черных в Крымской астрофизической обсерватории и назван в честь республики Дагестан.

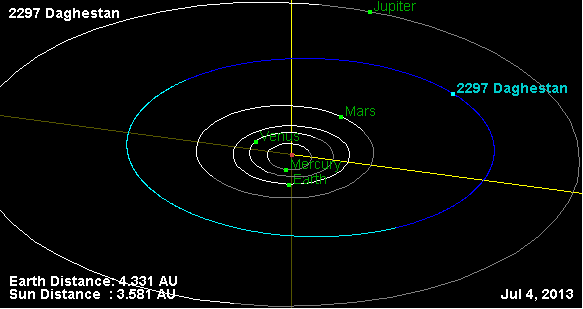
Орбита астероида Дагестан и его положение в Солнечной системе